# Ocell del paradís d'Albert
L'ocell del paradís d'Albert (Pteridophora alberti) és un ocell de la família dels paradiseids (Paradiseidae) i única espècie del gènere Pteridophora A.B. Meyer, 1894.

## Hàbitat i distribució
Habita la selva pluvial de les muntanyes centrals de Nova Guinea, des de les Weyland i Sudirman cap a l'est fins les muntanyes de Bismarck i Kratke.